# Violett kulguldstekel
Violett kulguldstekel (Pseudomalus violaceus) är en stekelart som först beskrevs av Giovanni Antonio Scopoli 1763.  Pseudomalus violaceus ingår i släktet kulguldsteklar (Pseudomalus), och familjen guldsteklar (Chrysididae).
Enligt den finländska rödlistan är arten nära hotad i Finland. Arten är reproducerande i Sverige. Artens livsmiljö är skogar.